# Liga Nacional de Nueva Zelanda 1972
La Liga Nacional de Nueva Zelanda 1972 fue la tercera edición de la antigua primera división del país. Los cuatro equipos que mejor se habían posicionado en lo más alto de la tabla la edición pasada se repartieron nuevamente las cuatro primeras colocaciones. El campeón fue el University-Mount Wellington, mientras que el Auckland City descendió luego de sumar solo 7 puntos en 18 partidos.

## Promoción
Cuatro clubes de la Northern, Central y Southern League se enfrentaron entre sí con un sistema de todos contra todos para definir a al equipo que participaría en la Liga Nacional 1972.

### Participantes
| Equipo           | Ciudad      | Liga            |
| ---------------- | ----------- | --------------- |
| Takapuna City    | North Shore | Northern League |
| Waterside        | Wellington  | Central League  |
| New Brighton AFC | Porirua     | Central League  |
| Western Suburbs  | Dunedin     | Southern League |

### Posiciones
| Pos | Equipo           | PJ | G | E | P | GF | GC | Dif | Pts |
| --- | ---------------- | -- | - | - | - | -- | -- | --- | --- |
| 1   | New Brighton AFC | 6  | 3 | 2 | 1 | 11 | 6  | 5   | 8   |
| 2   | Takapuna City    | 6  | 3 | 1 | 2 | 18 | 14 | 4   | 7   |
| 3   | Western Suburbs  | 6  | 2 | 2 | 2 | 16 | 10 | 6   | 6   |
| 4   | Waterside        | 6  | 1 | 1 | 4 | 6  | 21 | -15 | 3   |

J: partidos jugados; G: partidos ganados; E: partidos empatados; P: partidos perdidos; GF: goles a favor;
 GC: goles en contra; DG: diferencia de goles; Pts: puntos

| \| \| Clasificación a la Liga Nacional \| |                                  |
|                                           | Clasificación a la Liga Nacional |

## Equipos participantes
| Equipo                      | Ciudad       | Liga            |
| --------------------------- | ------------ | --------------- |
| University-Mount Wellington | Auckland     | Northern League |
| Eastern Suburbs             | Auckland     | Northern League |
| Blockhouse Bay              | Auckland     | Northern League |
| Auckland City               | Auckland     | Northern League |
| Stop Out                    | Lower Hutt   | Central League  |
| Gisborne City               | Gisborne     | Central League  |
| Wellington City             | Wellington   | Central League  |
| Christchurch United         | Christchurch | Southern League |
| New Brighton AFC            | Christchurch | Southern League |
| Caversham AFC               | Dunedin      | Southern League |

## Clasificación
| Pos | Equipo                      | PJ | G  | E | P  | GF | GC | Dif | Pts |
| --- | --------------------------- | -- | -- | - | -- | -- | -- | --- | --- |
| 1   | University-Mount Wellington | 18 | 13 | 2 | 3  | 46 | 19 | 27  | 28  |
| 2   | Blockhouse Bay              | 18 | 12 | 4 | 2  | 35 | 17 | 18  | 28  |
| 3   | Christchurch United         | 18 | 12 | 3 | 3  | 42 | 23 | 19  | 27  |
| 4   | Eastern Suburbs             | 18 | 9  | 4 | 5  | 42 | 28 | 28  | 22  |
| 5   | Gisborne City               | 18 | 6  | 5 | 7  | 32 | 28 | 4   | 17  |
| 6   | Stop Out                    | 18 | 5  | 6 | 7  | 25 | 30 | -5  | 16  |
| 7   | Wellington City             | 18 | 6  | 3 | 9  | 23 | 26 | -3  | 15  |
| 8   | Caversham AFC               | 18 | 5  | 3 | 10 | 25 | 43 | -18 | 15  |
| 9   | New Brighton AFC            | 18 | 1  | 5 | 12 | 23 | 45 | -22 | 7   |
| 10  | Auckland City               | 18 | 2  | 3 | 13 | 21 | 57 | -26 | 7   |

J: partidos jugados; G: partidos ganados; E: partidos empatados; P: partidos perdidos; GF: goles a favor;
 GC: goles en contra; DG: diferencia de goles; Pts: puntos
|  | Desafiliación para la próxima temporada |

| Bandera de Nueva Zelanda                      |
| Campeón University-Mount Wellington 1º título |